# 河瀬真

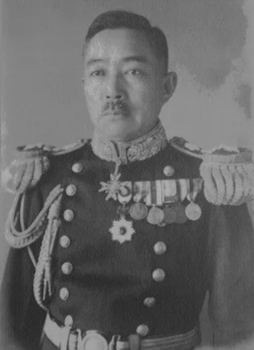
河瀬真

河瀬 真（かわせ まこと、1883年（明治16年）9月21日 - 1953年（昭和28年）1月24日）は、明治末から昭和前期の海軍軍人、政治家、華族。最終階級は海軍少将。貴族院子爵議員。

## 経歴
東京府出身。官僚・河瀬真孝の三男として生まれる。1906年（明治39年）3月、海軍機関学校（14期）を卒業し、同年12月、海軍機関少尉任官。
海軍水雷学校学生、海軍工機学校普通科学生、海軍大学校機関学生として研鑽を積んだ。高千穂分隊長、安芸分隊長、機関学校教官兼監事、鞍馬分隊長、千歳分隊長、第一艦隊司令部附、兼連合艦隊司令部附などを務め、1917年（大正6年）12月、海軍機関少佐に昇進。父の死去に伴い1919年（大正8年）11月10日、子爵を襲爵。同年12月、横須賀鎮守府附となり私費で欧米各国に留学し、1922年（大正11年）11月に帰国した。
1922年11月20日、海軍教育本部員（三部）に就任し、以後、機関学校教官兼監事、海軍燃料廠研究部長を歴任し、1925年（大正14年）12月、海軍機関大佐、1931年（昭和6年）12月1日、海軍少将と昇進し、軍令部出仕を経て、1933年（昭和8年）12月11日待命、同月15日予備役編入となった。
1939年（昭和14年）7月10日、貴族院子爵議員に選出され、研究会に所属して活動。商工省参与、商工省委員、内閣委員などを務めた。1940年に石油液化の先駆者として朝日賞を受賞。1946年（昭和21年）4月17日に貴族院議員を辞職した。
1947年（昭和22年）11月28日、公職追放仮指定を受けた。

## 栄典
位階
- 1903年（明治36年）9月30日 - 従五位[14][15]
- 1913年（大正2年）10月10日 - 正五位[14]
- 1922年（大正11年）10月30日 - 従四位[14]
- 1929年（昭和4年）11月15日 - 正四位[14]
- 1934年（昭和9年）1月12日 - 従三位[14]

勲章等
- 1909年（明治42年）4月18日 - 皇太子渡韓記念章[14]
- 1915年（大正4年）11月10日 - 大礼記念章[14]
- 1917年（大正6年）9月25日 - 勲六等瑞宝章[14]
- 1920年（大正9年）11月1日 - 勲四等旭日小綬章・大正三年乃至九年戦役従軍記章・戦捷記章[14]
- 1927年（昭和2年）11月29日 - 勲三等瑞宝章[14]

## 親族
- 母 河瀬英子（ひでこ、江川英龍二女）[3]
- 妻 河瀬包子（かねこ、毛利重輔四女）[3]
- 四男 大島小一郎（大島陸太郎養子）[3]